# Damon Duval
Pour les articles homonymes, voir Duval.
(en) Statistiques sur statscrew
Damon Duval, né le 3 avril 1980 à Morgan City en Louisiane, était le botteur de placement et botteur de dégagement des Eskimos d'Edmonton, une équipe de la Ligue canadienne de football, après avoir évolué pendant plusieurs saisons avec les Alouettes de Montréal.

## Biographie
Élevé par sa mère Cynthia, il fréquentait au secondaire la Central Highschool de Harrison, au Tennessee. À 13 ans, il a joué au soccer dans la United States Indoor Soccer League comme attaquant pour le Chattanooga Express. Il était le plus jeune joueur à jouer pour la USISL et a été le meilleur pointeur de la ligue dans sa saison avec cette équipe. Il a aussi été sélectionné pour l'équipe des États-Unis de soccer des moins de 17 ans.
Il a fréquenté l'université d'Auburn en Alabama et est devenu botteur pour son équipe de football américain, les Auburn Tigers, devenant un des meilleurs aux États-Unis à cette position. Il a tenté en vain de se tailler une place avec les Jaguars de Jacksonville et les Falcons d'Atlanta de la NFL et s'est joint aux Alouettes en 2005.
Il a été sélectionné dans l'équipe d'étoiles de la LCF en 2007 et en 2009.